# Andy Dorman
Andrew Dorman (Chester, 1º maggio 1982) è un ex calciatore gallese con cittadinanza inglese, di ruolo centrocampista.

## Carriera

### Club
Dopo aver giocato con il St. Mirren, il 6 luglio 2010 si trasferisce al Crystal Palace.